# Область Верніке

Центри Брока і Верніке

Зона Верніке (сенсорно-мовна зона, центр Верніке) — зона кори головного мозку, що бере участь у роботі з інформацією, пов'язаною з вимовою. Ділянка Верніке названа на честь німецького невролога Карла Верніке (1848—1905), який вперше описав її в 1874 році.

## Розташування

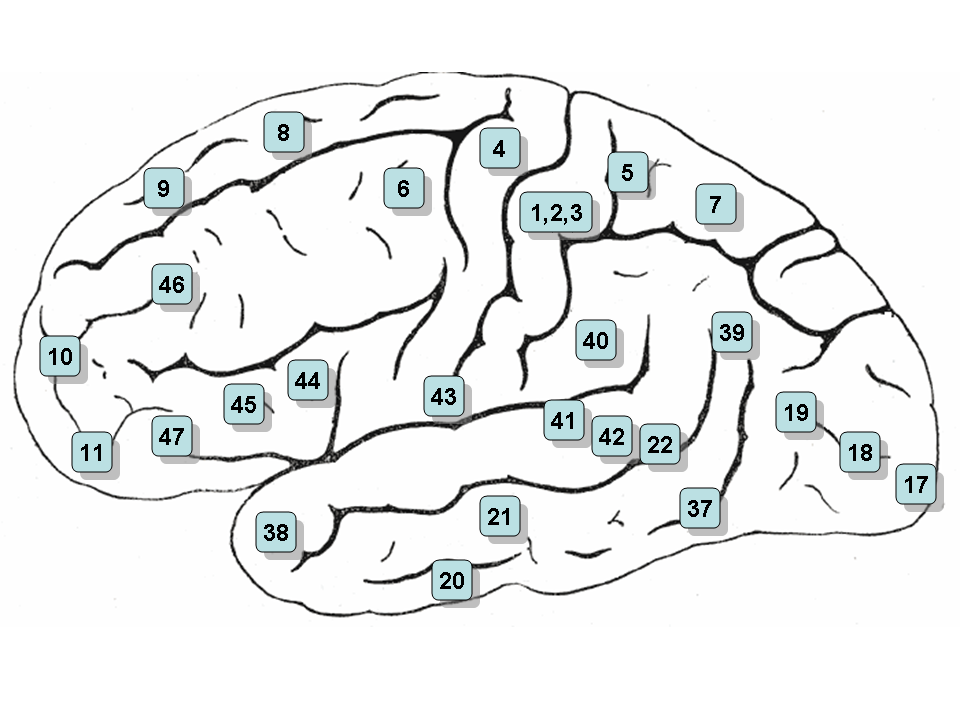
Поля Бродмана

Розташована в задньому відділі верхньої скроневої звивини домінантної (частіше лівої) півкулі мозку. За Корбініаном Бродманом (1868—1918) зона Верніке відповідає полю Бродмана 22, полю 37 і полю 42.

## Функції
Раніше науковці вважали, що область Верніке відповідає за розуміння інформації, а центр Брока — за відтворення мови, але тепер[коли?] існує думка, що вони спільно виконують ці завдання.[джерело?]
У той час, коли зона Верніке відповідає за первинну раціональну інтеграцію аудитивних імпульсів і в ній відбуваються процеси розуміння почутої мови, в зоні, розташованій з протилежного боку, на іншій півкулі, обробляються нераціональні компоненти почутого. Саме ця, протилежна до Верніке зона, відповідає за розуміння музики та звукові асоціації.

## Цікаві факти
У мозку макак-резус є ділянки, структурно схожі із зонами Верніке і Брока.